# Rayland (Ohio)
Pour les articles homonymes, voir Rayland.
Rayland est un village américain situé dans le comté de Jefferson, dans l'Ohio. Selon le recensement de 2020, sa population est de 395 habitants.